# Program (informatică)

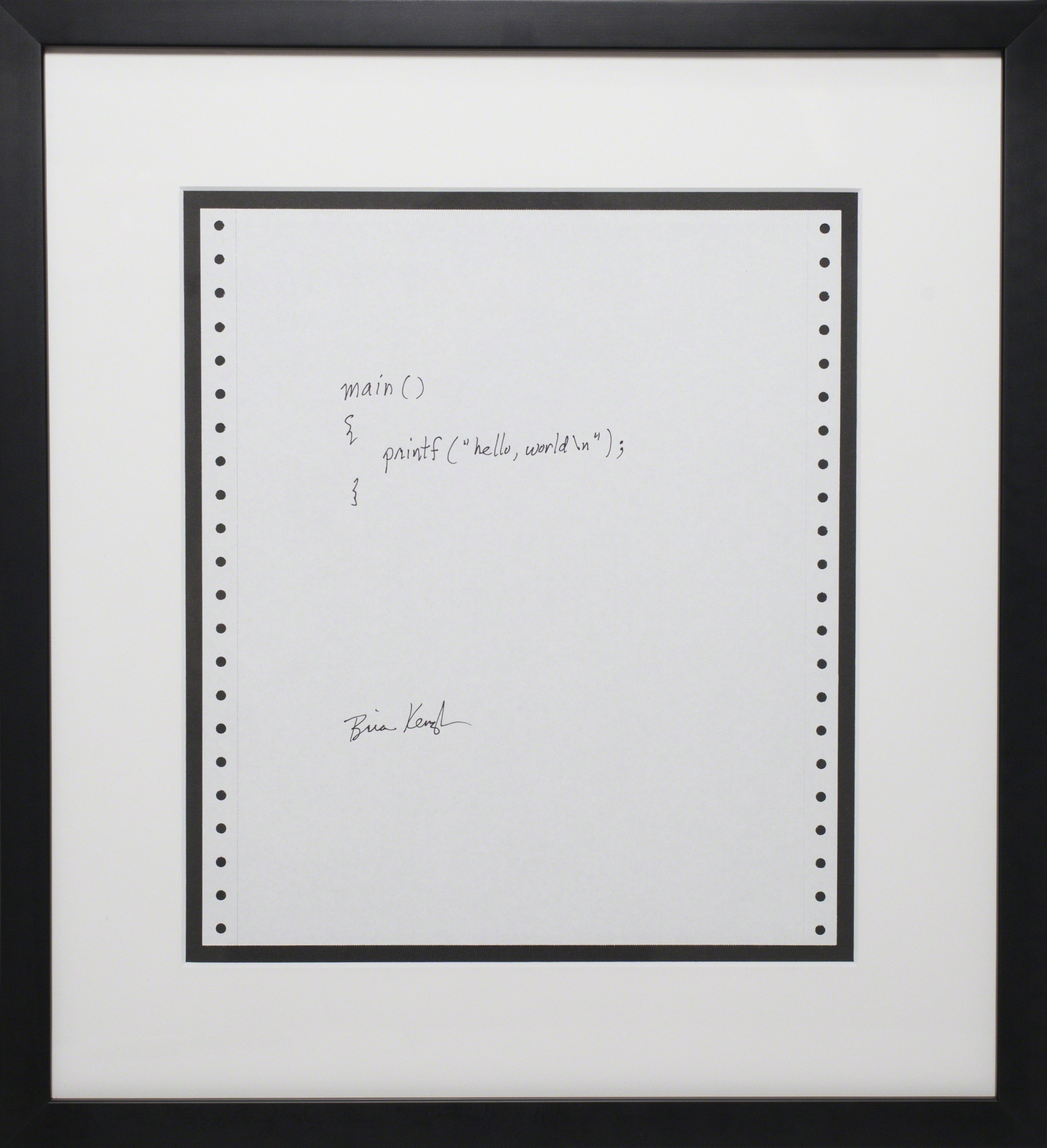
„hello, world” program pe calculator de Brian Kernighan (1978)

Programul informatic este reprezentarea sau implementarea unui algoritm într-un cod sursă, scris într-un anumit limbaj de programare. Programele și bibliotecile de date de care se folosesc programele sunt numite software. Programul este un produs finit al activității de programare informatică. Considerat formal, un program informatic este un transformator de aserțiuni ce descriu proprietățile datelor corecte: atât ale datelor de intrare în sistem, cât și cele ale datelor de ieșire din sistem. De obicei programele se creează pentru un anumit tip de calculator sau aparat „inteligent”. Tot de obicei, o condiție pentru funcționare este și ca pe calculator să existe un sistem de operare (SO). 
Pentru ca un program să fie eficient (de ex. să livreze rezultatele în scurt timp), el trebuie să aibă la bază un algoritm eficient, iar tehnicile de implementare și programare să fie și ele eficiente.
Sarcinile și funcțiile programelor au crescut și cresc permanent, simultan cu dezvoltarea calculatoarelor și a sistemelor de operare. Programele pot fi clasificate în aplicații software și software de sistem.

## Detalii
Un program de calculator este format dintr-un șir de instrucțiuni alese dintr-un set predefinit de instrucțiuni (numit limbaj de programare) prin care se comunică unui calculator, în mod detaliat, care anume operații și în ce ordine trebuie să efectueze. Când sunt scrise de oameni, de obicei de către programatori specializați, șirul de instrucțiuni se numește „cod sursă”.
De obicei persoana care scrie programul folosește fie un editor text (pentru un program simplu), fie un mediu integrat de dezvoltare.
Multe limbaje de programare cer ca, după creare, sursa să fie transformată într-un alt format, prelucrabil direct de către calculator, numit de obicei cod obiect, cod mașină sau și cod binar. Acest proces de transformare al codului înțeles de oameni într-unul „înțeles” de calculator poate fi de tip compilare sau de tip interpretare.

## Clase de programe informatice

### Program abstract
Programul abstract este un program în formă generală, al cărui studiu e valabil pentru orice program derivat din el.

### Program asamblor
Program de conversie în cod mașină a programelor specificate în limbaj de asamblare.

### Program de aplicație
Este un program (sau un pachet de programe) destinat rezolvării unor probleme concrete și specifice, producerii unor rapoarte specifice, unor fișiere specifice necesare rezolvării cerințelor unuia sau mai multor utilizatori.

### Program de diagnosticare
Program utilitar (ajutător) folosit pentru depistarea cauzelor disfuncționalității unui sistem de calcul.

## Fazele de urmat la crearea unui program
- Înțelegerea cerințelor și posibilităților utilizatorului
- Identificarea sarcinilor de executat
- Planificarea resurselor (timp, buget, programatori, capacitate de calcul etc.)
- Schițarea sau chiar definitivarea algoritmului
- Stabilirea calculatoarelor și sistemelor pe care va rula programul; stabilirea limbajului de programare folosit; descrierea procedurilor de programare și testare;
- Scrierea programului
- Testări sistematice pentru a asigura acuratețea (inclusiv din perspectiva utilizatorului)
- Documentarea programului (ce sarcini îndeplinește, cum trebuie folosit etc.)
- În mod normal cerințele se modifică de-a lungul timpului; atunci și programul trebuie adaptat la noile cerințele (trebuie actualizat).